# Hanriot-Eindecker

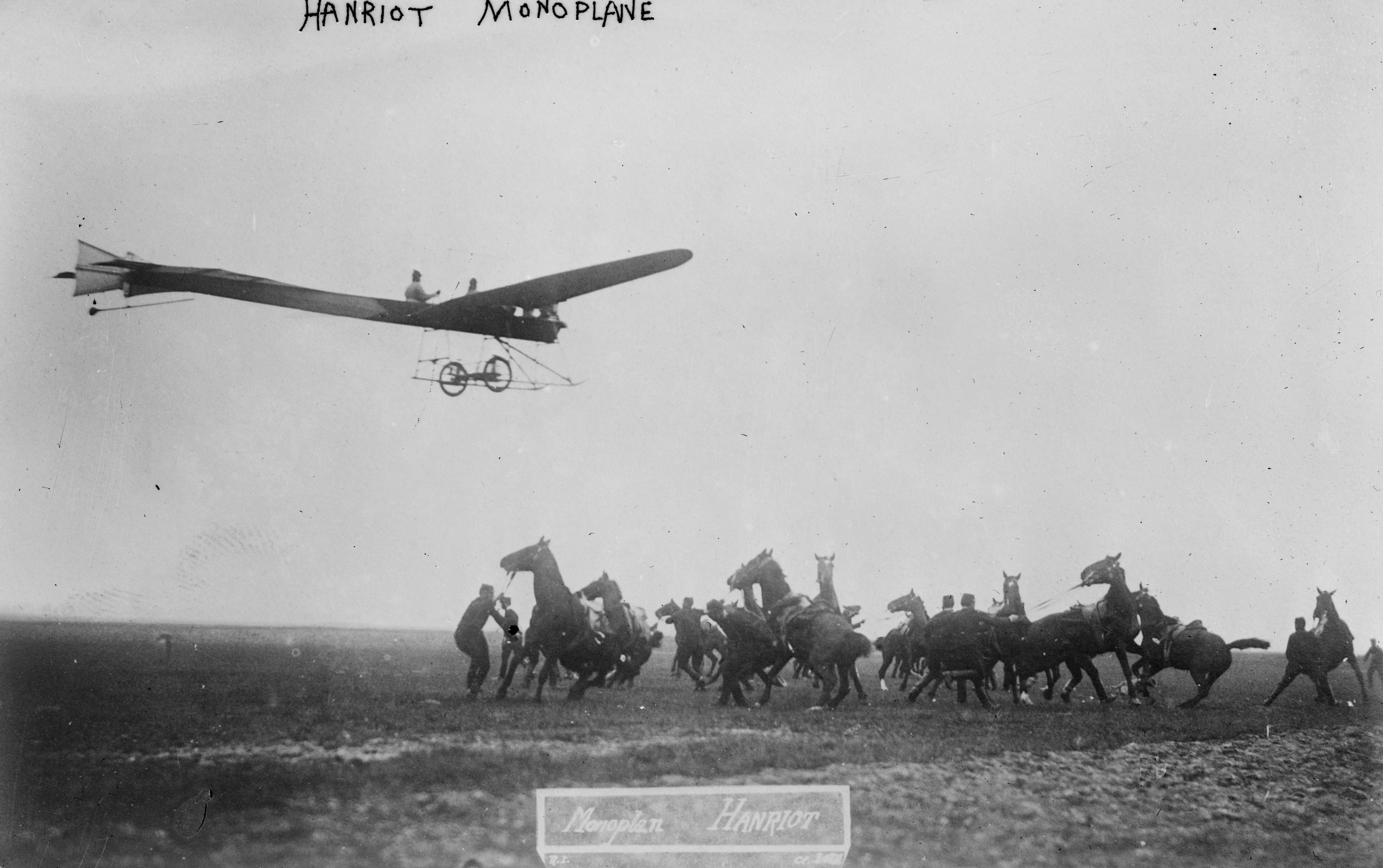
Hanriot-Eindecker Typ IV (Zweisitzer), 1911

Der Hanriot Eindecker war das erste Flugzeug des Franzosen René Hanriot von 1910.
René Hanriot war eigentlich ein erfolgreicher Autorennfahrer. Im Mai 1908 bestellte er einen Antoinette-Eindecker mit einem 25-PS-Motor. Die Auslieferung verzögerte sich, und Hanriot beschloss, ein eigenes Flugzeug zu bauen. Dieses ähnelte in weiten Teilen der Antoinette mit ihrem typischen Schiffsrumpf.
Im Februar 1909 gründete er die Firma Société des monoplans Hanriot mit einem Startkapital von 500.000 Francs, und im September stellte Hanriot das erste Modell auf dem 1. Salon de l’Aéronautique in Paris vor. Obwohl die Maschine noch nicht geflogen war, wurden 20 Stück bestellt.
Die ersten Flugversuche scheiterten, da der 45-PS-Buchet-Motor mit 155 kg zu schwer war. Er wurde durch einen 78 kg Clément-Bayard ersetzt. Im Winter 1909/10 erfolgten damit die ersten Flugtests. Hanriot und sein Testpilot Emile Ruchonnet entschieden, die Maschine in einer noch leichteren Version zu bauen, dem Typ II. Das Libellule (Libelle) genannte Flugzeug flog erstmals im April 1910 in Bétheny bei Reims.
Mit dem zweisitzigen Typ IV begann sich auch die französische Armee für das Flugzeug zu interessieren. Hanriots Sohn Marcel machte eine Pilotenlizenz und führte das Flugzeug und seine Nachfolgetypen V und VI 1910 vor. In den Luftfahrtschauen gewannen sie eine ganze Reihe von Preisen. Hanriot ersetzte den Motor durch ein 40-PS-E.N.V.-Modell. Insgesamt konnte Hanriot mehr als 100 Maschinen verkaufen.
Trotz der hervorragenden Flugeigenschaften konnte Hanriot sein Modell bei den Military Trials von 1912 nicht durchsetzen. Hanriot konnte den Konkurs nicht mehr abwenden und widmete sich ab 1913 wieder dem Automobilbau. Im Ersten Weltkrieg begann er mit Emile Dupont und der Hanriot-Dupont HD.1 wieder mit dem Flugzeugbau. Weitere Hanriot-Flugzeugtypen wurden dann noch bis zur deutschen Invasion Frankreichs 1940 gebaut.

## Technische Daten

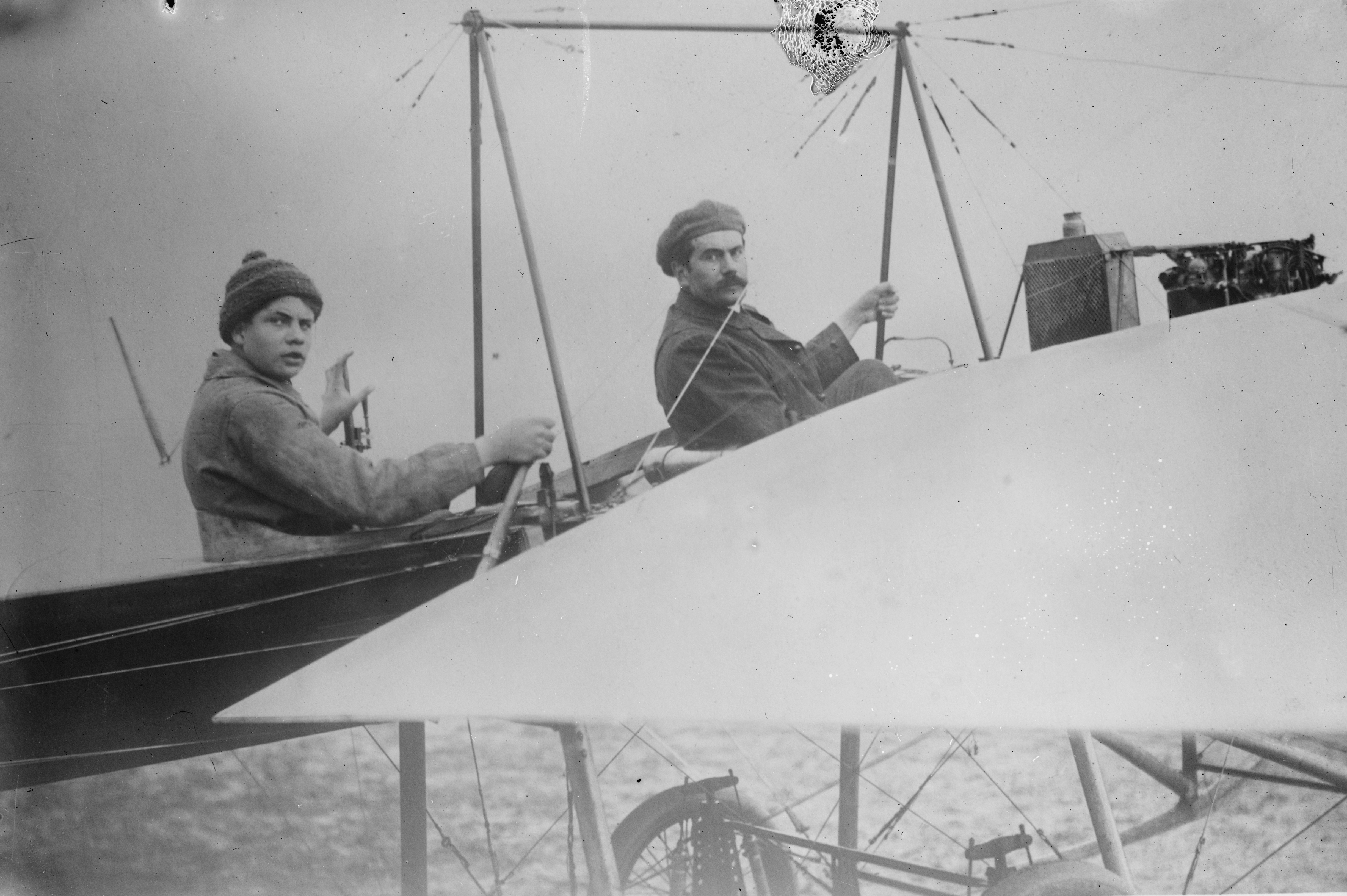
Marcel und René Hanriot

| Kenngröße             | Hanriot Eindecker Typ IV                |
| --------------------- | --------------------------------------- |
| Besatzung             | 1                                       |
| Passagiere            | 1                                       |
| Länge                 | 8,25 m                                  |
| Spannweite            | 9,15 m                                  |
| Flügelfläche          | 17 m²                                   |
| Höhe                  | 2,15 m                                  |
| Startmasse            | 225 kg                                  |
| Höchstgeschwindigkeit | 100 km/h                                |
| Triebwerke            | ein E.N.V.-8-Zylinder-V-Motor mit 40 PS |

## Museumsflugzeug
Im Jahre 1974 bauten Cole Palen, Mike Lockhart und Andy Keefe einen Hanriot-Eindecker nach. Er steht heute im Old Rhinebeck Aerodrome in Rhinebeck (New York).